# 후안 아르사
후안 아르사 이니고(스페인어: Juan Arza Iñigo; 1923년 6월 12일, 나바라 지방 에스테야-리사라 ~ 2011년 7월 17일, 안달루시아 지방 세비야)는 스페인의 전 축구 공격수이자 감독이다.
그는 현역 시절 대부분을 세비야에서 보냈는데, 16년에 걸쳐 라 리가에서 활동하면서 414번의 공식 경기에 출전하였고, 구단 역대 최다인 207골을 기록하였으며, 선수 시절에 뛰었던 구단을 여러 차례 지휘하기도 했다.

## 클럽 경력
아르사는 나바라 지방 에스테야-리사라 출신으로, 고향 이사라에서 축구를 시작하였다. 그는 이웃 바스크 지방의 데포르티보로 이적한 뒤 말라가로 둥지를 옮겼고, 후자의 구단에서 1년을 보냈다.
1943년, 20세가 된 아르사는 안달루시아 지방에서의 활약을 이어나갔는데, 세비야에 입단하여, 구단의 황금기를 함께하였는데, 5-2로 이긴 사바델과의 9월 26일 안방에서 치른 세비야 첫 경기에서 해트트릭을 기록한 후 처음 4시즌에 걸쳐 57골을 넣었고, 1945-46 시즌에는 구단을 사상 처음으로 라 리가 정상에 올렸는데, 이 때 그가 넣은 골 수는 14골이었다.
황금의 소년(El Niño de Oro)으로 수식되는 아르사는 1954-55 시즌에 개인 단일 시즌 최다인 29골을 넣어 자신의 처음이자 마지막 트로페오 피치치를 획득했다. 1959-60 시즌에 7경기에 출전하는데 그친 36세의 아르사는 세비야를 떠나 아틀레티코 알메리아로 이적하였고, 그로부터 1년 후에 은퇴하였다.
아르사는 여러 차례 그가 현역 시절에 활동했던 구단의 지휘봉을 대행 감독 신분으로 몇 차례 잡았지만, 1967-68 시즌에는 12경기 동안 보인 노고에도 불구하고 1부 리그에서의 강등을 막지 못했다. 그는 1980년대와 1990년대에 구단의 대표 인사로 활동하였으며, 감독으로 활동하던 시절에는 셀타 비고의 감독을 5년 띄엄띄엄 나누어 지휘봉을 잡았는데, 이 중 4년을 1부 리그 구단의 감독으로 맡았었다.

## 국가대표팀 경력
아르사는 스페인 국가대표팀 경기에 5년에 걸쳐 2번 출전했는데, 출전한 경기 모두 친선경기였다. 그의 첫 국가대표팀 경기는 1947년 3월 2일, 2-3으로 더블린에서 패한 아일랜드와의 경기였다.

## 사망
2011년 7월 17일, 아르사는 향년 88세로 세비야에서 영면했다.

## 수상

### 클럽
세비야
- 라 리가: 1945–46
- 코파 델 레이: 1947–48

### 개인
- 트로페오 피치치: 1954–55